# Greeneville (U-Boot)
Die USS Greeneville (SSN-772) ist ein Atom-U-Boot der United States Navy und gehört der Los-Angeles-Klasse an. Die Greeneville wurde 1996 als vorletzte Einheit ihrer Klasse in Dienst gestellt. Sie rammte bei einem simulierten Notauftauchen 2001 das Fischereischulschiff Ehime Maru, das durch die Kollision unterging und 9 Japaner in den Tod riss.

## Name, Insigne und Motto des Bootes

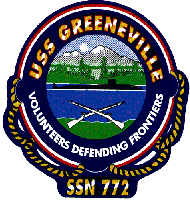
Insigne des Bootes

Die USS Greeneville wurde nach der Stadt Greeneville in Tennessee benannt, einer Stadt mit nur 15.000 Einwohnern und die kleinste Stadt, nach der ein U-Boot benannt wurde.
Dies geht zurück auf eine Initiative der Greeneville Metal Manufacturing, einer Firma, die auch U-Boot-Teile fertigt. Aus dieser Firma heraus startete eine Initiative (USS GREENEVILLE Committee), welche die Benennung eines U-Bootes nach der Stadt durchsetzen wollte. In dieser Kampagne waren neben dem Bürgermeister auch lokale Unternehmen und Bildungseinrichtungen eingebunden, letztlich flog sogar eine zwölfköpfige Delegation nach Washington, D.C., wo sie Senatoren, aber auch Mitarbeiter des Marineministers und von Präsident George H. W. Bush traf, um diese von ihrer Idee zu überzeugen. Schließlich hatte die Gruppierung Erfolg, am 12. Dezember 1989 – mehr als zwei Jahre vor Kiellegung – teilte Marineminister Henry L. Garrett III mit, SSN-772 werde den Namen USS Greeneville erhalten.
Das Insigne des Greenville zeigt ein U-Boot im Tennessee River, dahinter die Appalachen. Im Vordergrund sind zwei gekreuzte Gewehre zu sehen. Das Logo wird eingerahmt vom Schriftzug USS Greeneville und dem Motto des Bootes, Volunteers Defending Frontiers (deutsch: „Freiwillige verteidigen die Grenzen“). Dieses Motto lehnt sich an den offiziellen Spitznamen des Staates Tennessee an, Volunteer State.

## Technik
Als Einheit der Los-Angeles-Klasse ist die 110 Meter lange und 10 Meter breite Greeneville in der Lage, unter Wasser Geschwindigkeiten von über 30 Knoten zu erreichen. Sie wird angetrieben von einer einzelnen siebenblättrigen Schraube; über eine Welle wirken rund 35.000 PS, die von einem Druckwasserreaktor erbracht werden.
Die Greeneville gehört zum Flight III, also der dritten Modifikationsstufe der Los-Angeles-Klasse. Daher befinden sich die Tiefenruder nicht mehr am Turm, wie bei früheren Booten der Klasse, sondern direkt vor dem Turm am Rumpf und sind einziehbar, um das Auftauchen durch Oberflächeneis hindurch zu erleichtern.
Das Boot hat vier Bugtorpedorohre, durch die Mark-48-Schwergewichtstorpedos, aber auch Flugkörper der Modelle UGM-84 Harpoon und UGM-109F Tomahawk sowie Minen ausgestoßen werden können. Außerdem liegen vor dem Turm zwölf vertikale Abschussrohre für Tomahawk-Marschflugkörper, die allerdings während der Fahrt nicht nachgeladen werden können.

## Geschichte

### Bau und Testfahrten
Die Greeneville wurde am 14. Dezember 1988 bei Newport News Shipbuilding als 61. und vorletzte Einheit der Los-Angeles-Klasse für 900 Mio. US-Dollar bestellt. Die Kiellegung erfolgte am 16. April 1992, der Stapellauf am 17. Dezember 1994. Getauft wurde die Greeneville von Tipper Gore, der Ehefrau Al Gores. Die Indienststellung bei der US Navy fand am 16. Februar 1996 statt, ihr erster Kommandant war Duane B. Hatch. Sie wurde in der Naval Station Norfolk stationiert.
Die obligatorischen Funktionstests wurden von Februar bis Juli 1996 vor der Ostküste der Vereinigten Staaten durchgeführt. Danach folgte von August bis Februar 1997 eine Werftliegezeit, bei der die Geräuschdämmung und die Verlässlichkeit der Technik an Bord verbessert wurden. Außerdem wurde das Boot für den Transport von Tiefseerettungstauchbooten, dem Advanced SEAL Delivery System (ein Tauchboot zum verdeckten Einsatz von SEALs) sowie das Dry Deck Shelter nachgerüstet. Danach wurde die Greeneville nach Pearl Harbor auf Oʻahu (Hawaii) verlegt.

### Erste Mission
Die erste Mission der Greeneville von Pearl Harbor aus begann am 22. Juli 1998 und dauerte bis zum 22. Januar 1999. Die Fahrt führte in den westlichen Pazifischen Ozean. Während dieser Zeit besuchte die Greeneville die Städte Sasebo und Yokosuka in Japan und die Insel Guam.

### Der Ehime-Maru-Unfall
Am 9. Februar 2001 fand 9 Seemeilen (sm) vor Diamond Head auf der hawaiischen Insel Oʻahu ein Tauchgang mit ausgewählten Zivilpersonen, darunter mehreren Vorständen diverser Rüstungsunternehmen, statt. Dabei wurde auch ein so genanntes Notauftauchen praktiziert, bei dem sämtliche Pressluft an Bord in die Ballasttanks gepumpt wird. Daneben wird der Schraubenantrieb noch auf „Äußerste Kraft“ gestellt, womit ein Boot der Los-Angeles-Klasse etwa 35 Knoten Horizontalfahrt erreicht, so dass es steil nach oben schießt und die Wasseroberfläche mit hoher Geschwindigkeit in einem Winkel von 45° durchbricht. Die Geschwindigkeit ist hierbei – vektoriell – größer als die bei horizontaler Fahrt erreichbaren 35 Knoten, da durch das Ausblasen der Tanks eine starke Auftriebskraft entsteht, die das U-Boot in Aufwärtsrichtung antreibt.
Während dieses Manövers waren zwei der Zivilisten an den Bedienelementen des Bootes. Gegen 13:38 Uhr Ortszeit (Hawaii-Aleutian Standard Time) verbrachte das Boot laut den Aufzeichnungen der Instrumente, die von der NTSB ausgewertet wurden, gut 1:30 Minuten auf Periskoptiefe (ca. 60–70 Fuß), tauchte danach in knapp 2:30 Minuten auf 405 Fuß (123 Meter) ab und änderte den Kurs nach Backbord, von 120° auf 20°. Anschließend begann das Notauftauchen, das gut eine Minute in Anspruch nahm.
Gegen 13:50 Uhr Ortszeit prallte das Heck der Greeneville gegen die achtere Backbordseite der Ehime Maru, einem japanischen Fischereischulschiff. Dabei schlitzte der obere Teil des Ruders das Schiff auf und öffnete den Maschinenraum zum Meer hin. Durch den starken Wassereinbruch sank die Ehime Maru in weniger als zehn Minuten; neun Besatzungsmitglieder des Schulschiffes, darunter vier Schüler, kamen dabei ums Leben, 26 weitere wurden von der US Coast Guard gerettet.

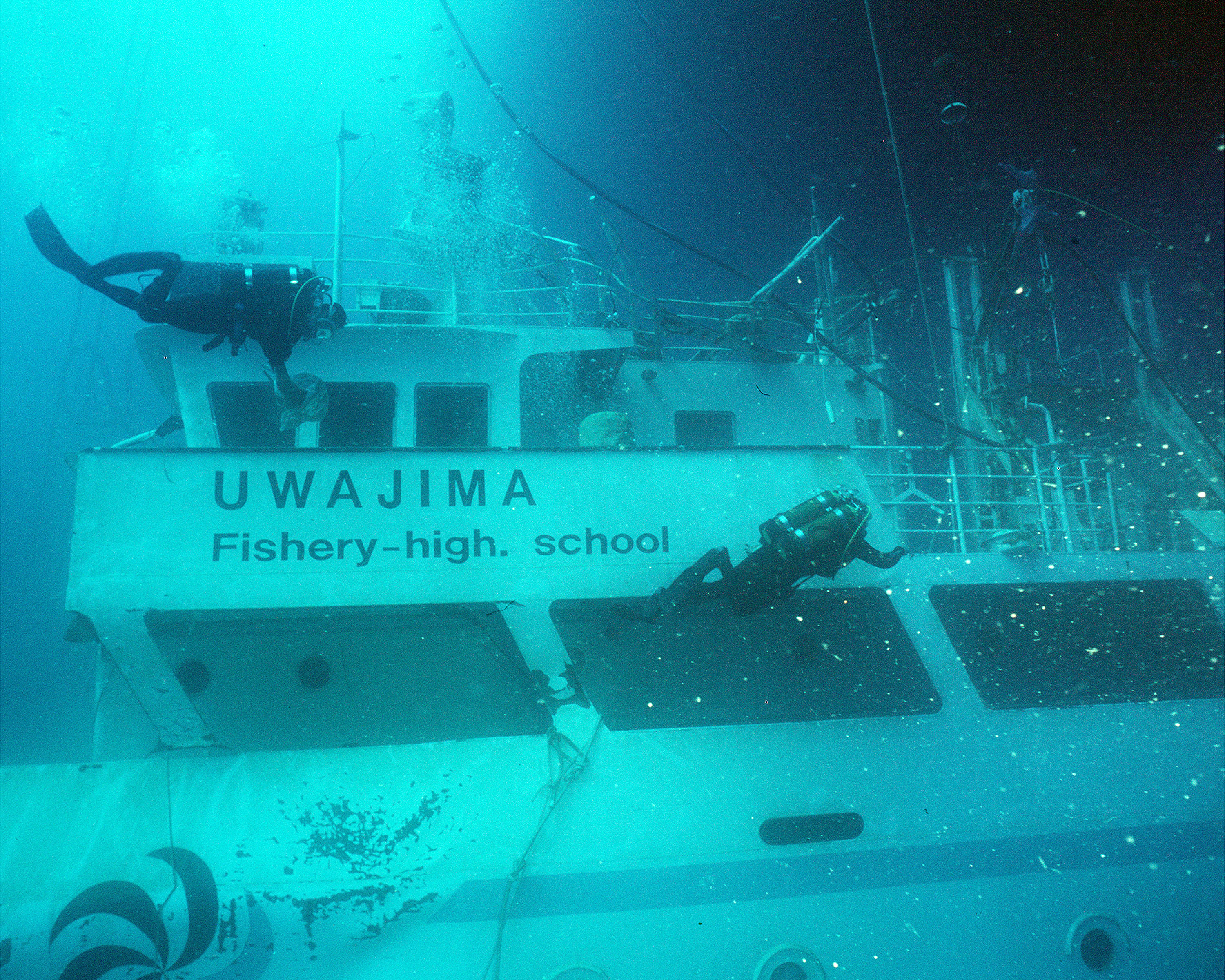
Navy-Taucher am Wrack der Ehime Maru in 35 m Tiefe, 5. November 2001

Das Wrack wurde acht Tage später in 610 Metern Tiefe gefunden. Im Oktober 2001 wurde das Wrack von zwei Firmen (Smit International und Crowley Maritime Corp.) im Auftrag der US Navy angehoben und näher zur Insel Oʻahu geschleppt, wo es in 35 Metern Tiefe wieder am Grund abgesetzt wurde. In den folgenden 29 Tagen führten japanische und amerikanische Taucher insgesamt 534 Tauchgänge durch und bargen neben persönlichen Gegenständen, dem Namensschild, der Schiffsglocke und dem Steuer auch acht der neun Leichen.
Am 25. November schließlich wurde die Ehime Maru ein letztes Mal angehoben und in 2600 Meter tiefem Wasser in Anwesenheit dreier Angehöriger der ehemaligen Besatzung versenkt. Die gesamte Operation kostete etwa 60 Mio. US-Dollar.
Der Kommandant der Greeneville, der in Japan aufgewachsene Cmdr. Scott Waddle, übernahm die volle Verantwortung für das Unglück. Er erhielt einen Verweis, auf ein Militärgerichtsverfahren wurde allerdings verzichtet, so dass Waddle bei vollen Pensionsansprüchen ehrenhaft aus der Navy ausscheiden konnte. Er entschuldigte sich im März schriftlich bei den Hinterbliebenen sowie Politikern und Offiziellen der Schule. Waddle schrieb ein Buch über seine Erfahrungen, The right Thing (dt. Das Richtige), in dem er sich als guten Christen beschreibt, der sich der Qual gestellt hat, anstatt Selbstmord zu begehen.
Auf Oʻahu wurde in Honolulu ein Denkmal für die Ehime Maru und ihre Toten errichtet.

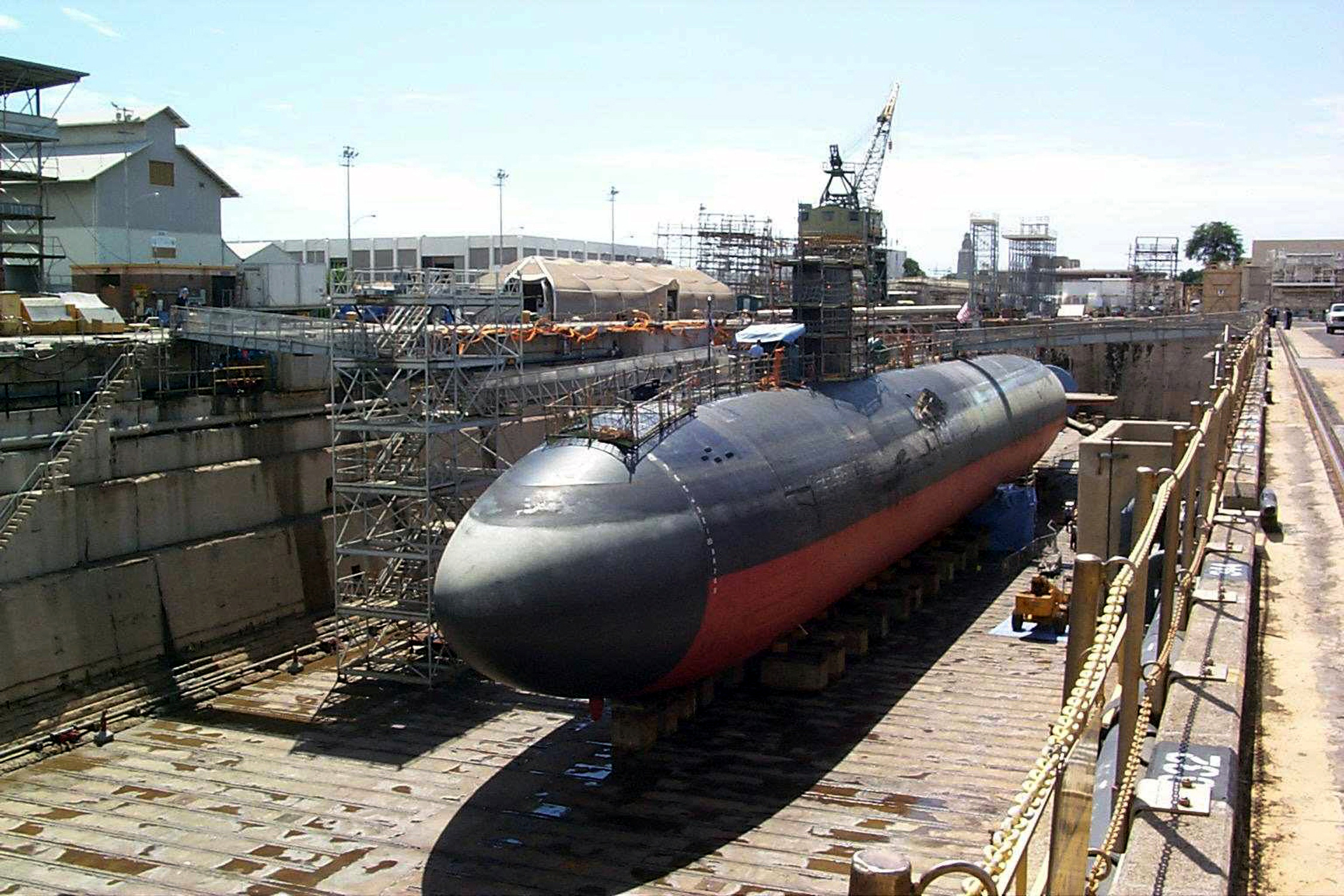
Die Greeneville im Trockendock, Pearl Harbor, 21. Februar 2001

Die USS Greeneville erlitt nur leichte Beschädigungen, musste jedoch ins Trockendock der Pearl Harbor Naval Shipyard, um entstandene Schäden am Ruder sowie mittschiffs auf Höhe des Turms beheben zu lassen. Dort blieb sie bis Anfang April 2001; im weiteren Verlauf des Monats führte sie mehrere Probe- sowie Auffrischungsfahrten durch. Die Reparatur kostete ca. 2 Mio. US-Dollar.
Ein eingerichteter Untersuchungsausschuss kam zu dem Ergebnis, dass sowohl die Sonarsuche als auch eine Suche mit dem Periskop nicht sorgfältig genug ausgeführt worden war, außerdem sollen die an Bord befindlichen Zivilisten die Kommunikation der Besatzungsmitglieder gestört haben.

### Aufgrundlaufen bei Saipan
Die erste Entsendung nach dem Unfall begann im August 2001. Dabei begab sich die Greeneville unter ihrem neuen Kommandanten, Cmdr. David Bogan, auf eine Routinemission in den westlichen Pazifik (WESTPAC).
Während dieser Fahrt ereignete sich ein weiteres Unglück, als die Greeneville am 27. August auf Grund lief. Das Boot sollte zu einem Besuch in den Hafen von Saipan einlaufen. Die Anfahrt wurde jedoch auf Grund rauer See abgebrochen. Bei dem dafür notwendigen Wendemanöver schrammte das Heck über die Riffe nahe der Hafeneinfahrt. Hierbei wurden die Unterseite der Hülle und das Ruder leicht beschädigt. Die Greeneville fuhr danach an der Oberfläche nach Guam, wo Marinetaucher eines U-Boot-Tenders den Schaden untersuchten, jedoch keine schweren Schäden feststellen konnten. Die Kosten für die Reparaturen beliefen sich auf gut 120.000 US-Dollar.
Im Anschluss daran erfolgte am 11. September eine formale Untersuchung des Vorfalls unter der Leitung von Konteradmiral Joseph E. Enright. Der Untersuchungsbericht stellte die Verwendung veralteter Seekarten fest, die unzureichend manuell aktualisiert worden waren. Besonders fatal war offenbar die im Bericht genannte Missinterpretation der Seezeichen, die entsprechend dem Lateralsystem die Schifffahrtsstraße zum Hafen seitlich markierten. Diese Fehleinschätzung ergab sich wohl aus dem Umstand, dass an amerikanischen Küsten das IALA-B-System verwendet wird, während im westlichen Pazifik überwiegend das IALA-A-System üblich ist. So kam es, dass ein Kurs gesetzt und genehmigt wurde, der das U-Boot außerhalb des gekennzeichneten Fahrwassers führte, wo es zur Grundberührung kam. All dies unternahm die Besatzung dem Bericht zufolge ohne den Versuch, die Hilfe eines Hafenlotsens in Anspruch zu nehmen. Am 12. September wurden von der disziplinarischen Kommission Konteradmiral Joseph E. Enrights (Admiral’s Mast) allen beteiligten Offizieren Verweise wegen Gefährdung des Schiffs erteilt. Aufgrund der Untersuchung wurde David Bogan durch Konteradmiral John B. Padgett III seines Kommandos enthoben.

### Kollision mit derUSS Ogden

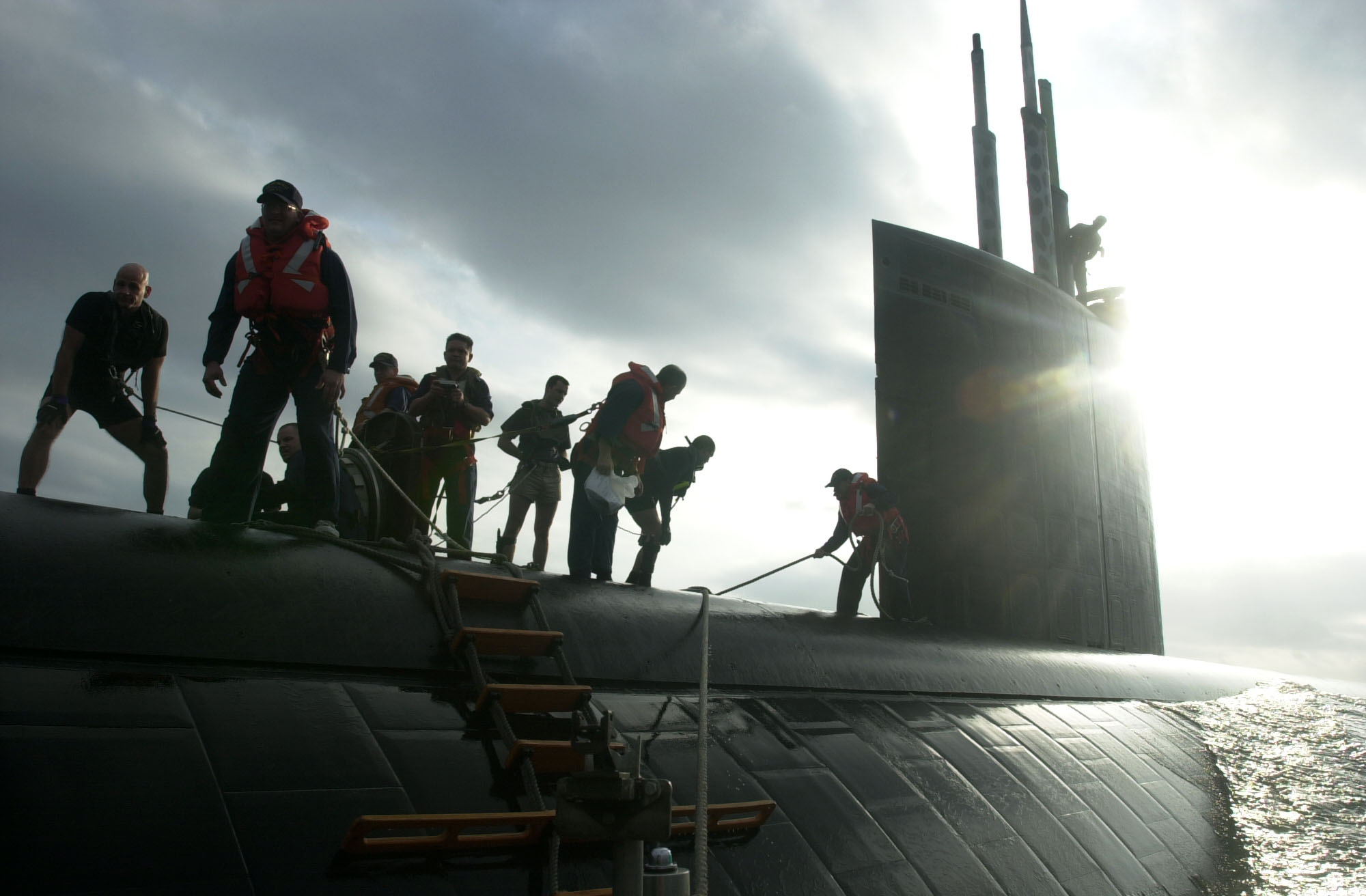
Greeneville Tage vor der Kollision ebenfalls bei einem Personaltransfer

Der nächste Einsatz der Greeneville fand ab Ende 2001 statt und sah für das U-Boot Operationen als Geleitschutz für die Bonhomme Richard im Rahmen der Operation Enduring Freedom vor. Nur ein halbes Jahr nach dem Vorfall vor Saipan, am 27. Januar 2002, kollidierte die Greeneville während eines Personaltransfers 40 sm vor der Küste von Oman mit der Ogden. Das Wetter während der Operation wurde als windig beschrieben. Zwei Matrosen, in deren Familien sich Todesfälle ereignet hatten, sollten die Greeneville verlassen und in die Vereinigten Staaten zurückkehren. Noch bevor der Transfer stattfinden konnte, berührten sich beide Schiffe, wobei das Heckruderkreuz der Greeneville mit der Außenhaut der Ogden zusammenstieß. Dabei wurde ein Treibstofftank der Ogden aufgerissen und durch das 13 cm × 46 cm große Loch liefen mehrere tausend Liter Dieseltreibstoff ins Meer. Beide Schiffe konnten die Unglücksstelle jedoch mit eigener Kraft verlassen, es gab keine Verletzten.
Die Schäden an der Greeneville wurden später in Diego Garcia behoben. Die Kosten beliefen sich auf rund 200.000 US-Dollar. Der Kommandant, Cmdr. Lee Hankins, der die Greeneville seit dem 22. Oktober befehligte, wurde gerügt, behielt sein Kommando aber. Im Gegensatz dazu wurde der Kommandant der Ogden, Cmdr. William Edwards, von seinem Kommando entbunden.

### DieGreenevilleals Teil einer Expeditionary Strike Group

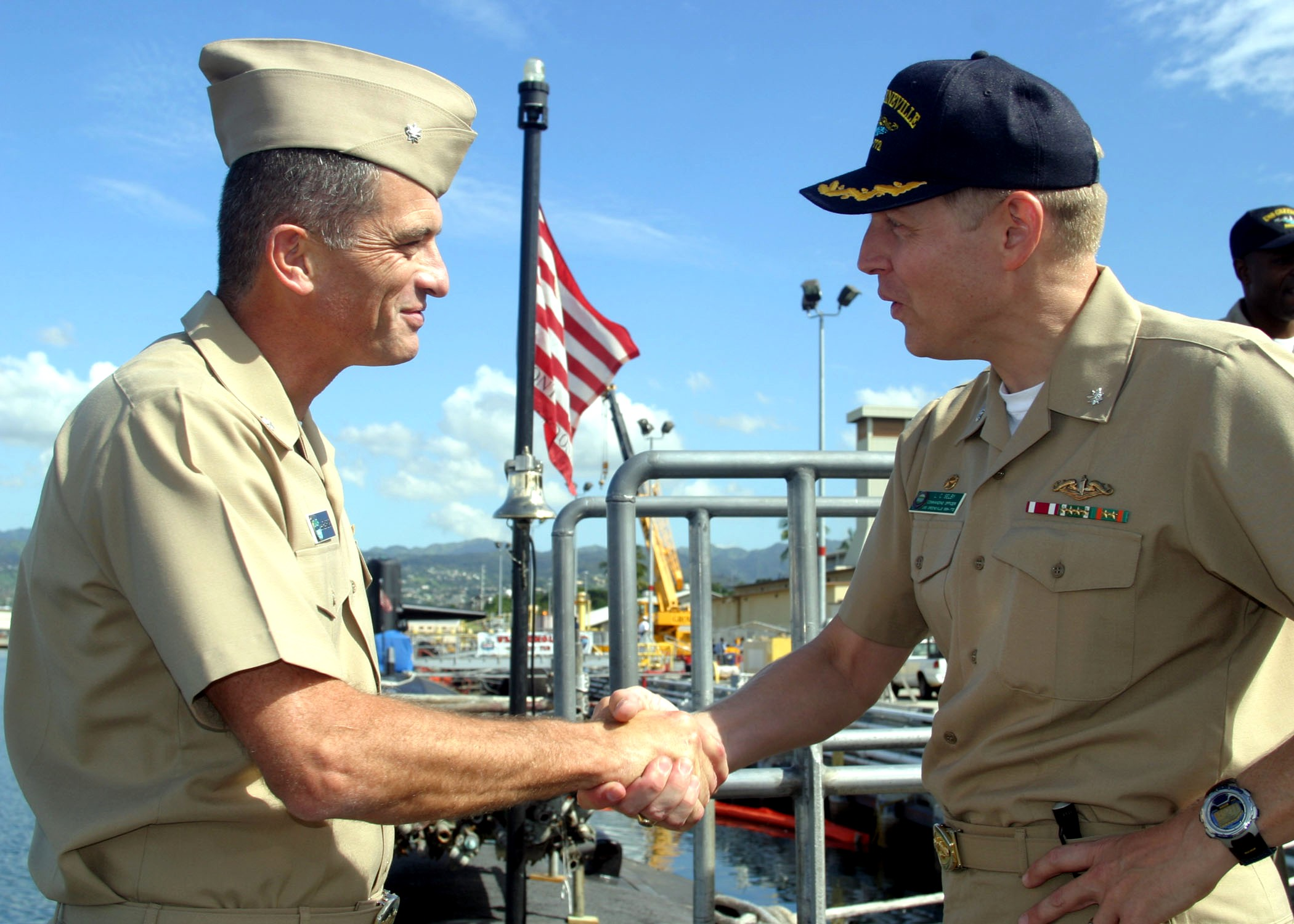
Cmdr. Lee Hankins (links) mit Cmdr. Lorin Selby

Bezüglich der turnusmäßigen Ablösung von Hankins im Juli 2004, als Cmdr. Lorin Selby das Boot übernahm, sagte der Commodore des Submarine Squadron One, dem die Greeneville angehört, Capt. Cecil Haney:

“The performance of USS Greeneville during Capt. Hankins’ tour has been nothing but remarkable. It has been marked by top grades in both tactical and engineering readiness.”

„Die Leistungen der USS Greeneville während Kapitän Hankins Tour sind bemerkenswert. Die Zeit war geprägt von besten Noten in sowohl taktischer wie auch technischer Einsatzbereitschaft.“

Sowohl während der Zeit unter Hankins als auch später unter Selby übte die Greeneville als erstes U-Boot in einer solchen Einheit ihre Rolle in der Expeditionary Strike Group One, die als schnelle Eingreiftruppe in Zeiten des Krieges gegen den Terrorismus dient (Zitat Cmdr. Harkin: We are a 9-1-1 force, deutsch: „Wir sind die schnelle Eingreiftruppe der 911“ [Notruf in den USA]).
Die erste Entsendung mit der ESG 1 begann Ende August 2003 und dauerte sechs Monate. Flaggschiff der Gruppe, die aus insgesamt sieben Einheiten bestand, war die Peleliu. Außerdem waren zwei Landungsschiffe (Germantown und Ogden), ein Kreuzer (Port Royal), eine Fregatte (Jarrett) und ein Zerstörer (Decatur) beteiligt.
Der Einsatz dauerte bis in den März 2004, die Greeneville bekam dafür die Navy Unit Commendation verliehen, die in Friedenszeiten für im Vergleich zu anderen Einheiten exzellent ausgeführte Operationen vergeben wird.

### Spätere Operationen
Ende 2006 verlegte die Greeneville zu ihrer nächsten Einsatzfahrt. Die nicht näher spezifizierte sechsmonatige Fahrt führte das U-Boot in den Befehlsbereich der 7. Flotte, also den westlichen Pazifik und den Indischen Ozean. Unter anderem befand sich die Greeneville Anfang 2007 für Wartungsarbeiten einige Tage in Apra Harbor auf Guam. Im Anschluss nahm sie an der Übung Exercise Foal Eagle 2007 teil und machte dann im April zu einem Freundschaftsbesuch in Jinhae, Südkorea, fest.
Im Oktober 2007 verließ das U-Boot Pearl Harbor und lief in den Atlantik, um sich in der Portsmouth Naval Shipyard in Kittery, Maine einer gründlichen Überholung und Modernisierung zu unterziehen. Diese dauerte bis Juni 2009.
Im Mai 2024 wechselte das Boot seinem Heimathafen von Pearl Harbor nach San Diego in die dortige Naval Base Point Loma.